# Bobby Trendy
Raymond John Muro còn gọi là Bobby Trendy, là nhà trang trí nội thất, nhà thiết kế, nhân vật truyền hình người Mỹ gốc Việt nổi tiếng với sự xuất hiện trên chương trình The Anna Nicole Show.
Muro lớn lên ở Bắc California. Năm 17 tuổi, anh chuyển đến Beverly Hills, California bằng tiền tiết kiệm của mình.
Anna Nicole Smith đã thuê Trendy trang trí ngôi nhà mới của cô trong chương trình truyền hình The Anna Nicole Show. Về cách mà mình tham gia chương trình này, Trendy cho biết như sau "hãy lắng nghe cho thật tốt. Họ đã nhìn thấy tôi trên chương trình Ngôi nhà nổi tiếng của E!, và họ biết rằng tôi rất khó hiểu".